# رودهدر

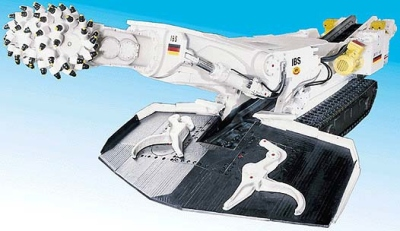
رودهدر

رودهدر یک ماشین حفاری تقریباً کوچک است که برای حفر تونلهای زیر زمینی داخل شهری استفاده می‌شود. در قسمت جلوی دستگاه یک مته چنگالی چند پره است و به وسیلهٔ چرخش این مته حفاری را انجام می‌شود و خاکهای حاصله را توسط نوار نقاله به قسمت پشت خود که معمولاً کامیون در آنجا قرار دارد انتقال می‌دهد.